# Elektrische slijpmachine

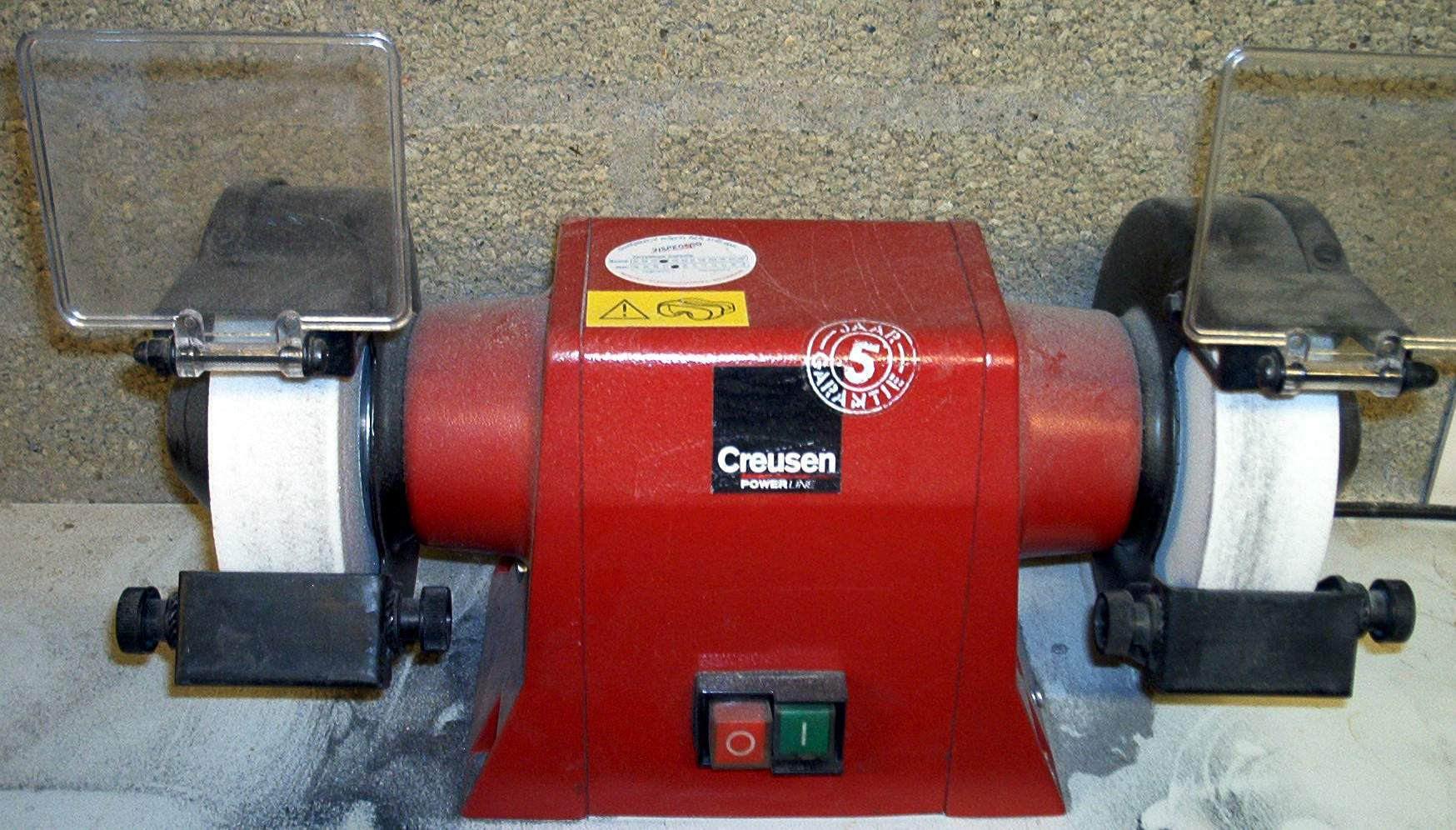
Werkbankslijpmachine met een grove en een fijne steen voor het slijpen van beitels, messen en scharen

Een elektrische slijpmachine is een apparaat waarbij een ronddraaiende slijpsteen wordt gebruikt om onder andere gereedschap, scharen en messen te slijpen.  Voor snijdend gereedschap, zoals beitels of messen is dat de eerste stap naar het scherp maken (door middel van wetten), voor bijvoorbeeld scharen is slijpen afdoende. 
Een elektrische slijpmachine wordt vaak een tafelslijpmachine genoemd, hoewel deze vaak op een werkbank is geplaatst, kan deze ook op een kolom of op een console aan de muur zijn gemonteerd.
De machine wordt aangedreven door een elektromotor. Deze is voorzien van een doorgaande as waarop aan de uiteinden de slijpstenen bevestigd zijn. De as is aan de linkerzijde met linkse schroefdraad uitgevoerd, en aan de rechterzijde met rechtse schroefdraad, dit om te voorkomen dat de moeren tijdens het slijpen lostrillen. De ene schijf bestaat uit grovere korrels dan de andere. De korrels zijn onder hoge druk geperst met lijm als bindmiddel.
Er zijn allerlei soorten slijpmachines. Een belangrijk onderscheid is tussen droog en nat slijpen. Bij nat slijpen draait de steen in een waterbad, bij een lage snelheid; bij droog slijpen wordt een hoge snelheid gebruikt, en moet het te slijpen gereedschap tussentijds gekoeld worden. Er zijn heel veel verschillende soorten stenen, in allerlei diameters en breedtes, en van verschillende materialen.
Voor droog slijpen wordt veelal een steen van carborundum of amaril toegepast. De ene schijf bestaat ook uit een harder materiaal dan de andere. Op de schijf met de hardste korrels kunnen zachte materialen worden geslepen, terwijl op de schijf met de zachtere korrels juist hardere materialen worden geslepen. Wanneer er alleen materiaal hoeft te worden afgebraamd of doorgeslepen wordt de schijf met de hardere korrels gebruikt. Wanneer er bijvoorbeeld een beitel voor houtbewerking moet worden geslepen dan gebeurt dit op de schijf met de zachtere korrels.
Omdat de slijpsteen uit geperste korrels samengesteld, bestaat er altijd de mogelijkheid dat er een breuk ontstaat, met het gevolg dat de steen uit elkaar kan spatten. Om in zo'n geval eventuele ernstige verwondingen te voorkomen, zitten er om de stenen altijd beschermkappen. Deze zijn gemaakt van middeldik plaatstaal; ze mogen nooit worden verwijderd.
Ook de leunspaan bij de steen, waarop het te slijpen materiaal wordt gehouden, moet goed worden afgesteld. Deze moet zo dicht mogelijk bij de steen worden geplaatst.
In sommige gevallen is een van de slijpstenen vervangen door een staalborstel. Wanneer een slijpsteen vol is geslepen met kleine metaaldeeltjes, is het zaak deze te verwijderen. Dit gebeurt met een slijpsteenscherper.